# Glones Mirranes
Glones Mirranes (em grego: Γλώνης Μιρράνης; romaniz.: Glṓnēs Mirránēs; em armênio: Գոլոն Միհրան; romaniz.: Gołon Mihran), de acordo com Sebeos, mas também chamado Gorgom ou Gorguém (na grafia corrigida) a partir do selo duma coleção museológica de Londres a ele atribuído, foi o general sassânida (aspebedes) que tornou-se marzobã da Armênia de 573 a 575 (ou 580). Foi citado na História de Heráclio de Sebeos, porém devido a defasagem no registro não há consenso entre os historiadores se Glones pode ser o general Mirranes Mirabandaces que aparece no mesmo período.

## Nome

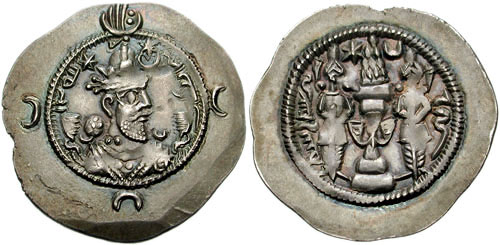
Dracma de r.

Walter Bruno Henning afirmou que "Glones" ou "Glom" são as variantes helenizadas do armênio Gołon e Włon. Para ele, Włon-Gołon-Glon são formas tardias de Vrthraghna (Varhran, Bahram e assim por diante). Por sua vez, Mirranes (Μιρράνης, Mirránēs) ou Mitranes (Μιθράνης, Mithránēs), são as formas gregas do persa médio Mirã (Mihrān), que derivou do persa antigo Mitrana (*Miθrāna-). Foi citado em armênio como Mirã (Միհրան, Mihran) e Merã (Մեհրան / Մէհրան, Mehran) e em georgiano como Miriã (მირიან). Em sua forma georgiana, foi latinizado como Meribanes pelo historiador Amiano Marcelino. Segundo a Vida de Vactangue, esse nome estava ligado a Mirdates, que deu origem a Mitrídates e outros nomes análogos.

## Contexto
Em 571/2, o marzobã Surena assassinou Manuel II Mamicônio. Para se vingar, o irmão do falecido, Vardanes III, se rebelou e matou o marzobã. O xá Cosroes I (r. 531–579) enviou à Armênia o general Mirranes Mirabandaces a frente dum exército de 20 mil homens para suprimir a revolta, mas foi derrotado na planície de Calamaque, em Taraunitis, e Vardanes capturou os seus elefantes. Depois, outro general, chamado Vardanes Vesnaspe, foi enviado, mas também nada logrou sucesso e foi reconvocado em 573.

## Vida

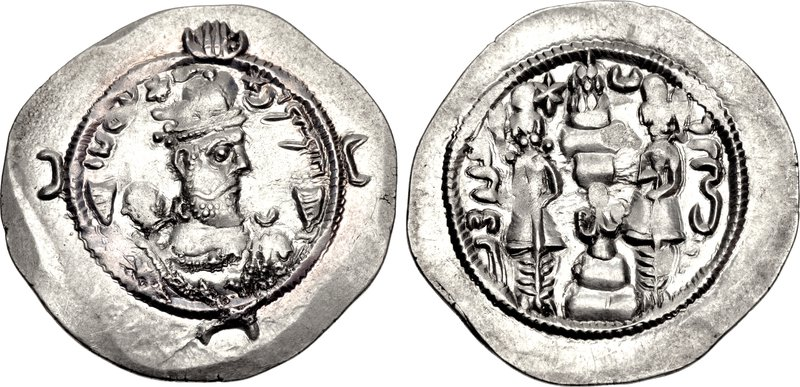
Dracma de r.

Um fragmento de Sebeos parece recordar que então Glones Mirranes, que acabara de ser derrotado na Ibéria, foi à Armênia como o chefe de outro exército de 20 mil persas apoiados por elefantes de guerra e inúmeros auxiliares de povos que habitavam o Cáucaso, e que quiçá incluíam hunos, para "exterminar a população da Armênia, destruir, matar e barbarizar impiedosamente o país". No ano de 575, marchou ao sul e capturou a fortaleza de Anglo, em Bagrauandena, mas uma lacuna no texto não permite que se saiba o que ocorreu depois. Um fragmento inserido depois da lacuna afirma que participou nas expedições do príncipe Filipe Siuni em Calamaque e em Utmus, mas foi derrotado em ambas as ocasiões.  Apesar disso, deve ter ficado no país até cerca de 580 antes de partir.
A historiadora Rika Gyselen descobriu numa coleção museológica de Londres o selo do mirrânida Gorgom (Gōrgōn) que serviu como aspabedes do Azerbaijão (uma das quatro divisões do Império Sassânida). De seu nome, Gyselen o corrigiu para Gorguém (Gōrgēn) e o associou ao avô do futuro xá Vararanes VI (r. 590–591), que alegou ser tataraneto do lendário Gorguém Milade (Gōrgēn Mīlād), a quem os mirrânidas atribuíam sua linhagem. Esse Gorguém, por sua vez, ainda foi associado pelo historiador Parvaneh Pourshariati a Glones e Mirranes Mirabandaces, que entende serem a mesma pessoa. Ele reforça sua ideia no fato que Vararanes e ele são os únicos designados por esse epíteto por Sebeos. A associação de Glones e Mirranes Mirabandaces já havia sido proposta por René Grousset com base em semelhanças narrativas; seus exércitos tinham a mesma composição e Calamaque, a região que Filipe atacou com Glones, foi onde Vardanes derrotou Mirranes. Apesar disso, Sebeos distingue-os e Cyril Toumanoff considera que houve dois marzobãs distintos.